# Космічний пусковий майданчик Delta 45
Космічний пусковий майданчик Delta 45 (англ. Space Launch Delta 45) — підрозділ Космічних сил США. Космічний пусковий майданчик Delta 45 призначений командуванню космічних систем зі штаб-квартирою на базі космічних сил Патрік, Флорида. Крило також контролює базу космічних сил на мисі Канаверал. 45-й майданчик Delta відповідає за всі космічні операції зі східного узбережжя. Керує Східним ланцюгом, включаючи запуски для Космічних сил, Міністерства оборони (DoD), NASA та інших приватних космічних корпорацій.